# Aaron Persico
Pour les articles homonymes, voir Persico.

a Compétitions nationales et continentales officielles uniquement.

b Matchs officiels uniquement.
Dernière mise à jour le 17 mai 2015.
Aaron Ronald Persico, né le 29 mars 1978 à Lower Hutt (Nouvelle-Zélande), est un joueur de rugby à XV d'origine italienne, qui joue avec l'équipe d'Italie évoluant au poste de troisième ligne aile.

## Biographie
Né à Lower Hutt (province de Wellington) d'une famille d'origine italienne, Persico commence à joueur au rugby à XV dans sa jeunesse dans le club du Petone Rugby Club, équipe de la capitale néo-zélandaise.
Il signe à Rugby Viadana en 1998. Il y évolue cinq saisons avec un titre de champion d'Italie obtenu en 2001-2002.
Il honore sa première cape internationale le 5 février 2000 à Rome avec l'équipe d'Italie pour une victoire 34-20 contre l'Écosse lors de l'entrée de l'Italie dans le Tournoi. Il dispute sept tournois consécutifs de 2000 à 2006.
Après avoir disputé le championnat anglais sous les couleurs de Leeds Tykes, il signe avec le club français du SU Agen. En novembre 2005, il est invité avec les Barbarians français pour jouer un match contre l'Australie A à Bordeaux. Les Baa-Baas s'inclinent 42 à 12.

En 2013, il quitte le club de Rugby Rovigo pour le club italien de série A2 Amatori Rugby Capoterra. En août toutefois il résilie son contrat pour retourner en France.
En 2014, il joue en Fédérale 2, au club d'Avignon Le Pontet.
Depuis 2014, Aaron travaille pour l'Institut du Sport de Nouvelle-Zélande (New Zealand Institute of Sport) au recrutement des étudiants et dans le service marketing. En 2015, il est entraîneur de l'Académie de Rugby.

## Statistiques en équipe nationale
En six années de février 2000 à février 2006, Aaron Persico dispute 56 matchs avec l'équipe d'Italie au cours desquels il marque 2 essais (10 points). Il participe notamment à sept Tournois des Six Nations et à une coupe du monde (2003) pour un total de vingt-neuf rencontres disputées dans le tournoi et de trois matchs en une Coupe du monde,.